# Hartmann I di Grüningen

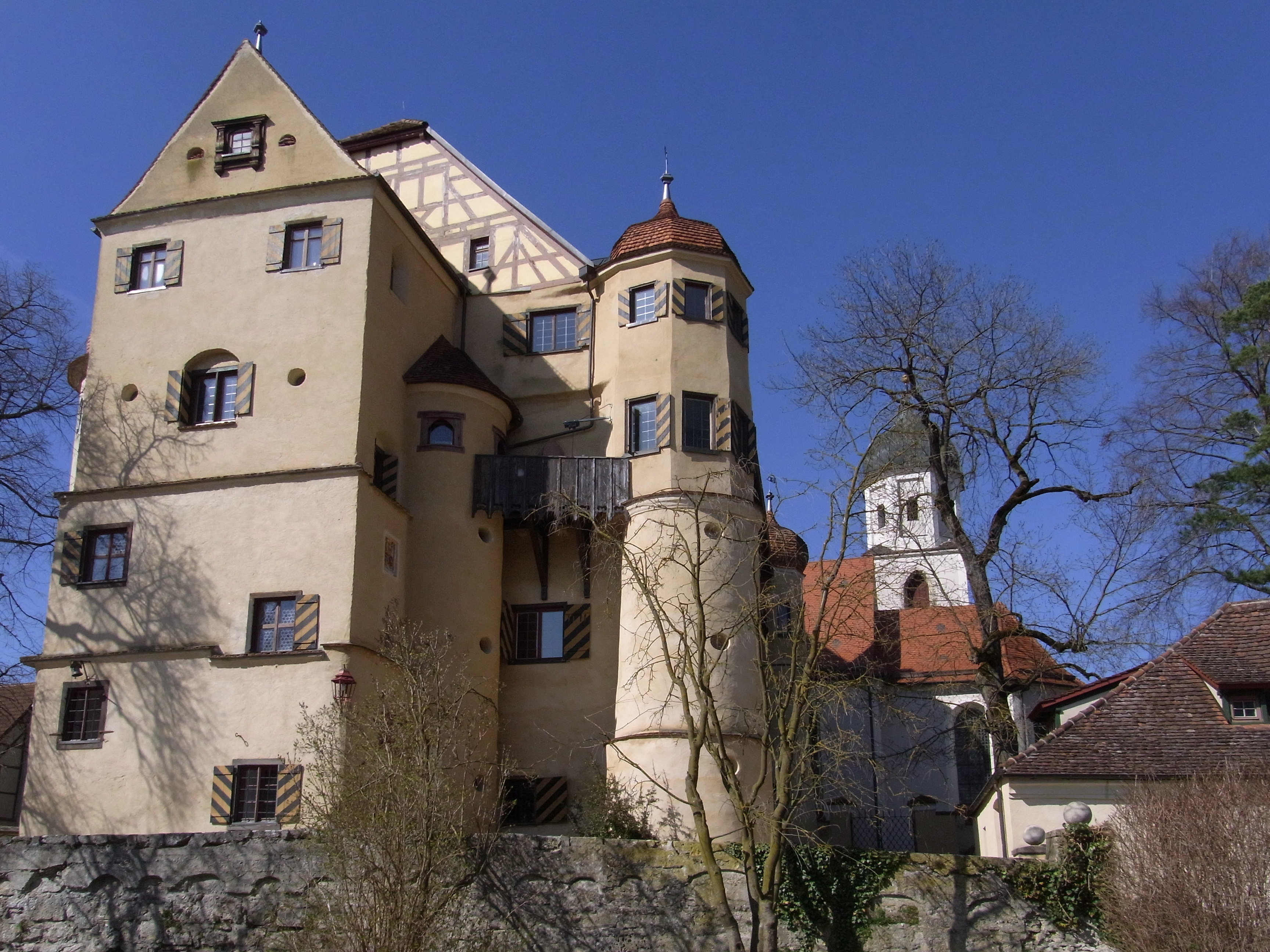
Il castello superiore (Obere Schloss) nel quartiere Grüningen di Riedlingen con i resti del castello ancestrale in stile romanico

Harmann I (prima del 1237 – Asperg, 4 ottobre 1280) fu il primo conte di Grüningen. Egli apparteneva alla stirpe dei Württemberg e fu il capostipite della linea collaterale dei Grüningen, linea che prende il nome da Grüningen, attuale distretto di Riedlingen.

## Biografia
Hartmann è menzionato per la prima volta nel 1237 insieme al nonno Hartmann I di Württemberg. Nel 1246 Hartmann, assieme a Ulrico I di Württemberg e altri nobili svevi, si unì inaspettatamente nella battaglia sul Nidda all'anti-re Enrico Raspe, tradendo gli Hohenstaufen. Nel 1252 ricevette in feudo la città e il castello di Markgröningen dall'anti-re Guglielmo d'Olanda. Nel 1257, si fece chiamare sacri imperii signifer (Reichssturmfahnträger). A causa dell'ortografia medievale Grüningen per Markgröningen, la contea viene spesso erroneamente chiamata Markgröningen nella vecchia letteratura accademica.
Firmò spesso dei documenti insieme a Ulrico I di Württemberg, approfittò del fallimento della stirpe Staufer, si vantò della sua fedeltà al papa, fu uno dei più influenti conti svevi e considerò la città di Markgröningen, che fece espandere, come sua proprietà. In qualità di signore, iniziò in questa città la nuova costruzione della chiesa cittadina. Dopo il grande interregno, rifiutò di restituire il feudo di Grüninger al nuovo sovrano Rodolfo d'Asburgo, il che portò a molti anni di guerra e infine alla sua incarcerazione il 6 aprile 1280. Fu imprigionato nella fortezza di Hohenasperg, dove morì dopo sei mesi di prigione.
Dopo che il re Rodolfo d'Asburgo riuscì ad ottenere indietro il feudo imperiale di Grüninger, i discendenti di Hartmann si chiamarono di Grüningen-Landau e in seguito solo di Landau usando come nome il castello di Landau sul Danubio.

Il conte è ancora commemorato dalla sua tomba nella chiesa di San Bartolomeo di Markgröningen. Nel 2012 è stata eretta davanti alla chiesa una Stauferstele, che commemora Hartmann I su due dei quattro lati, anche se è erroneamente indicato come "di Grüningen-Landau".

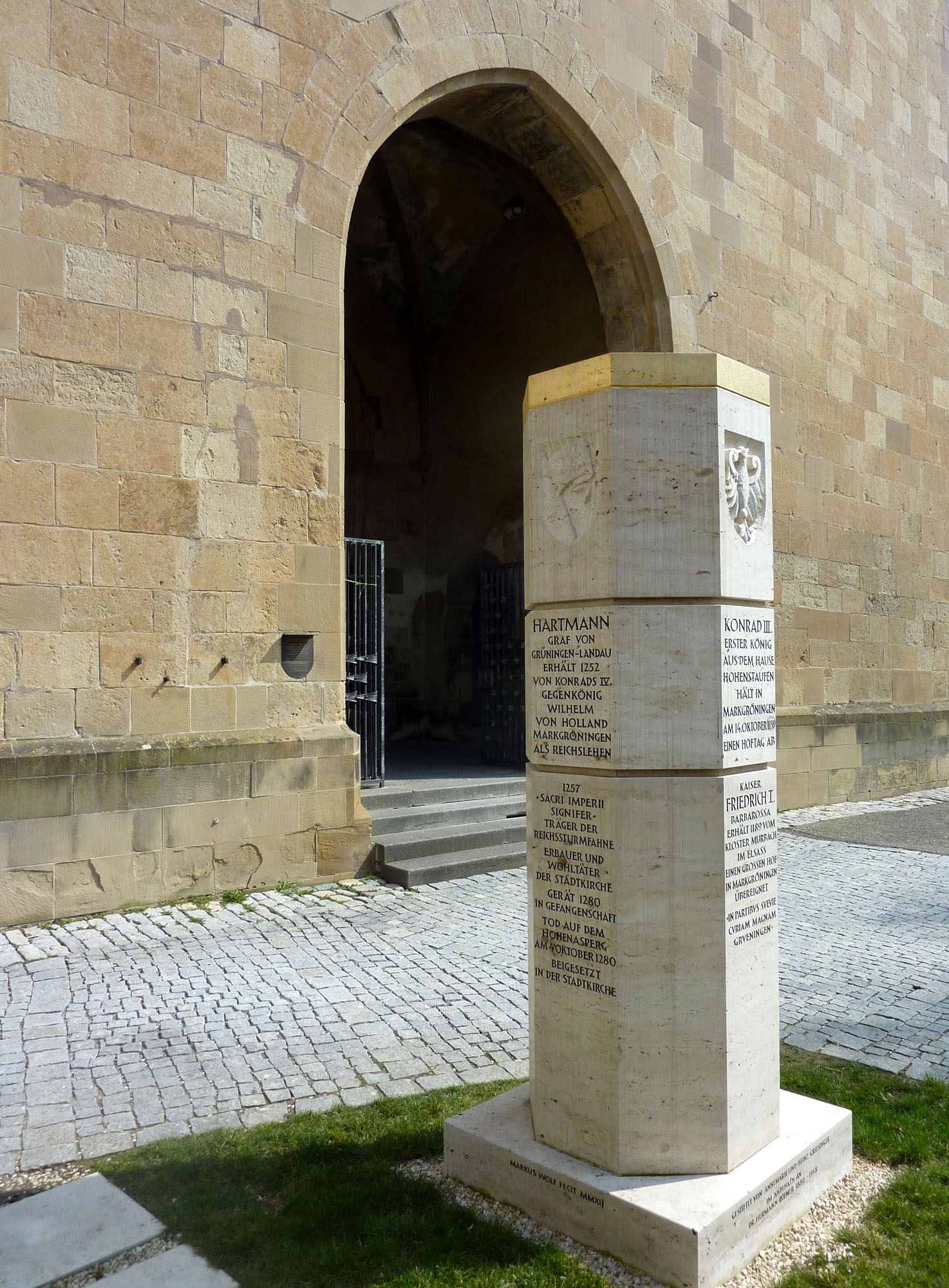
La Stauferstele davanti alla chiesa di San Bartolomeo commemora Hartmann I di Grüningen

## Matrimonio e figli
Dal suo primo matrimonio con una donna sconosciuta nacquero Agnese e Hartmann II di Grueningen.
Hartmann I sposò in seconde nozze Edvige (Hedwig) di Veringen, figlia del conte Wolfrad di Veringen, ed ebbe con lei i figli Corrado II, Ludovico ed Eberardo. A causa della stretta relazione famigliare (anche il nonno di Hartmann era stato sposato con una donna dei Veringen), questo matrimonio richiese una dispensa papale, che fu concessa da papa Innocenzo IV nel 1252 e 1254.

## Hartmann I = Hartmann I+Hartmann II+Hartmann III?
Occasionalmente, viene avanzata l'opinione che ci fossero in realtà un padre, un figlio e un nipote, che si chiamavano tutti Hartmann e che la moderna ricerca ha erroneamente riuniti in una sola persona, il padre. I seguenti articoli si basano su questa ipotesi:
- Hartmann II di Grüningen
- Hartmann III di Grüningen